# 14.ª etapa del Tour de Francia 2020
La 14.ª etapa del Tour de Francia 2020 tuvo lugar el 12 de septiembre de 2020 entre Clermont-Ferrand y Lyon sobre un recorrido de 194 km y fue ganada por el danés Søren Kragh Andersen del equipo Sunweb. El esloveno Primož Roglič continuó como líder de la prueba.

## Clasificación de la etapa
| \| Clasificación de la etapa \| Clasificación de la etapa \| Clasificación de la etapa \| Clasificación de la etapa \| Clasificación de la etapa \| \| Ciclista \| Ciclista \| Equipo \| Tiempo \| \| \| ------------------------- \| ------------------------- \| ------------------------- \| ------------------------- \| ------------------------- \| \| 1.º \| Søren Kragh Andersen \| Team Sunweb \| 4 h 28 min 10 s \| \| \| 2.º \| Luka Mezgec \| Mitchelton-Scott \| + 15 s \| \| \| 3.º \| Simone Consonni \| Cofidis \| + 15 s \| \| \| 4.º \| Peter Sagan \| Bora-Hansgrohe \| + 15 s \| \| \| 5.º \| Casper Pedersen \| Team Sunweb \| + 15 s \| \| \| 6.º \| Jasper Stuyven \| Trek-Segafredo \| + 15 s \| \| \| 7.º \| Tony Martin \| Jumbo-Visma \| + 15 s \| \| \| 8.º \| Oliver Naesen \| AG2R La Mondiale \| + 15 s \| \| \| 9.º \| Sonny Colbrelli \| Bahrain McLaren \| + 15 s \| \| \| 10.º \| Marc Hirschi \| Team Sunweb \| + 15 s \| \| |                      |                  |                 |
| |                      |                  |                 |
| Fuente: ProCyclingStats |                      |                  |                 |
| Clasificación de la etapa |                      |                  |                 |
| Ciclista | Ciclista             | Equipo           | Tiempo          |
| 1.º | Søren Kragh Andersen | Team Sunweb      | 4 h 28 min 10 s |
| 2.º | Luka Mezgec          | Mitchelton-Scott | + 15 s          |
| 3.º | Simone Consonni      | Cofidis          | + 15 s          |
| 4.º | Peter Sagan          | Bora-Hansgrohe   | + 15 s          |
| 5.º | Casper Pedersen      | Team Sunweb      | + 15 s          |
| 6.º | Jasper Stuyven       | Trek-Segafredo   | + 15 s          |
| 7.º | Tony Martin          | Jumbo-Visma      | + 15 s          |
| 8.º | Oliver Naesen        | AG2R La Mondiale | + 15 s          |
| 9.º | Sonny Colbrelli      | Bahrain McLaren  | + 15 s          |
| 10.º | Marc Hirschi         | Team Sunweb      | + 15 s          |

## Clasificaciones al final de la etapa

### Clasificación general(Maillot Jaune)
| \| Clasificación general \| Clasificación general \| Clasificación general \| Clasificación general \| Clasificación general \| \| Ciclista \| Ciclista \| Equipo \| Tiempo \| \| \| --------------------- \| --------------------- \| --------------------- \| --------------------- \| --------------------- \| \| 1.º \| Primož Roglič \| Jumbo-Visma \| 61 h 03 min 00 s \| \| \| 2.º \| Tadej Pogačar \| UAE Team Emirates \| + 44 s \| \| \| 3.º \| Egan Bernal \| Ineos Grenadiers \| + 59 s \| \| \| 4.º \| Rigoberto Urán \| EF Pro Cycling \| + 1 min 10 s \| \| \| 5.º \| Nairo Quintana \| Arkéa-Samsic \| + 1 min 12 s \| \| \| 6.º \| Miguel Ángel López \| Astana \| + 1 min 31 s \| \| \| 7.º \| Adam Yates \| Mitchelton-Scott \| + 1 min 42 s \| \| \| 8.º \| Mikel Landa \| Bahrain McLaren \| + 1 min 55 s \| \| \| 9.º \| Richie Porte \| Trek-Segafredo \| + 2 min 06 s \| \| \| 10.º \| Enric Mas \| Movistar Team \| + 2 min 54 s \| \| |                    |                   |                  |
| |                    |                   |                  |
| Fuente: ProCyclingStats |                    |                   |                  |
| Clasificación general |                    |                   |                  |
| Ciclista | Ciclista           | Equipo            | Tiempo           |
| 1.º | Primož Roglič      | Jumbo-Visma       | 61 h 03 min 00 s |
| 2.º | Tadej Pogačar      | UAE Team Emirates | + 44 s           |
| 3.º | Egan Bernal        | Ineos Grenadiers  | + 59 s           |
| 4.º | Rigoberto Urán     | EF Pro Cycling    | + 1 min 10 s     |
| 5.º | Nairo Quintana     | Arkéa-Samsic      | + 1 min 12 s     |
| 6.º | Miguel Ángel López | Astana            | + 1 min 31 s     |
| 7.º | Adam Yates         | Mitchelton-Scott  | + 1 min 42 s     |
| 8.º | Mikel Landa        | Bahrain McLaren   | + 1 min 55 s     |
| 9.º | Richie Porte       | Trek-Segafredo    | + 2 min 06 s     |
| 10.º | Enric Mas          | Movistar Team     | + 2 min 54 s     |

### Clasificación por puntos(Maillot Vert)
| Clasificación por puntos | Clasificación por puntos | Clasificación por puntos         | Clasificación por puntos | Clasificación por puntos |
| Ciclista                 | Ciclista                 | Equipo                           | Puntos                   |                          |
| ------------------------ | ------------------------ | -------------------------------- | ------------------------ | ------------------------ |
| 1.º                      | Sam Bennett              | Deceuninck-Quick Step            | 262 pts                  |                          |
| 2.º                      | Peter Sagan              | Bora-Hansgrohe                   | 219 pts                  |                          |
| 3.º                      | Matteo Trentin           | CCC Team                         | 169 pts                  |                          |
| 4.º                      | Bryan Coquard            | B&B Hotels-Vital Concept p/b KTM | 162 pts                  |                          |
| 5.º                      | Caleb Ewan               | Lotto-Soudal                     | 158 pts                  |                          |
| 6.º                      | Wout van Aert            | Jumbo-Visma                      | 131 pts                  |                          |
| 7.º                      | Julian Alaphilippe       | Deceuninck-Quick Step            | 108 pts                  |                          |
| 8.º                      | Michael Mørkøv           | Deceuninck-Quick Step            | 106 pts                  |                          |
| 9.º                      | Alexander Kristoff       | UAE Team Emirates                | 100 pts                  |                          |
| 10.º                     | Marc Hirschi             | Team Sunweb                      | 97 pts                   |                          |

### Clasificación de la montaña(Maillot à Pois Rouges)
| Clasificación de la montaña | Clasificación de la montaña | Clasificación de la montaña      | Clasificación de la montaña | Clasificación de la montaña |
| Ciclista                    | Ciclista                    | Equipo                           | Puntos                      |                             |
| --------------------------- | --------------------------- | -------------------------------- | --------------------------- | --------------------------- |
| 1.º                         | Benoît Cosnefroy            | AG2R La Mondiale                 | 36 pts                      |                             |
| 2.º                         | Nans Peters                 | AG2R La Mondiale                 | 31 pts                      |                             |
| 3.º                         | Marc Hirschi                | Team Sunweb                      | 31 pts                      |                             |
| 4.º                         | Toms Skujiņš                | Trek-Segafredo                   | 24 pts                      |                             |
| 5.º                         | Quentin Pacher              | B&B Hotels-Vital Concept p/b KTM | 21 pts                      |                             |
| 6.º                         | Primož Roglič               | Jumbo-Visma                      | 18 pts                      |                             |
| 7.º                         | Neilson Powless             | EF Pro Cycling                   | 16 pts                      |                             |
| 8.º                         | Daniel Felipe Martínez      | EF Pro Cycling                   | 14 pts                      |                             |
| 9.º                         | Maximilian Schachmann       | Bora-Hansgrohe                   | 14 pts                      |                             |
| 10.º                        | Tadej Pogačar               | UAE Team Emirates                | 14 pts                      |                             |

### Clasificación del mejor joven(Maillot Blanc)
| Clasificación del mejor joven | Clasificación del mejor joven | Clasificación del mejor joven | Clasificación del mejor joven | Clasificación del mejor joven |
| Ciclista                      | Ciclista                      | Equipo                        | Tiempo                        |                               |
| ----------------------------- | ----------------------------- | ----------------------------- | ----------------------------- | ----------------------------- |
| 1.º                           | Tadej Pogačar                 | UAE Team Emirates             | 61 h 03 min 44 s              |                               |
| 2.º                           | Egan Bernal                   | Ineos Grenadiers              | + 15 s                        |                               |
| 3.º                           | Enric Mas                     | Movistar Team                 | + 2 min 10 s                  |                               |
| 4.º                           | Sergio Higuita                | EF Pro Cycling                | + 25 min 28 s                 |                               |
| 5.º                           | Valentin Madouas              | Groupama-FDJ                  | + 58 min 35 s                 |                               |
| 6.º                           | Lennard Kämna                 | Bora-Hansgrohe                | + 1 h 10 min 56 s             |                               |
| 7.º                           | Daniel Felipe Martínez        | EF Pro Cycling                | + 1 h 16 min 10 s             |                               |
| 8.º                           | Neilson Powless               | EF Pro Cycling                | + 1 h 27 min 22 s             |                               |
| 9.º                           | Marc Hirschi                  | Team Sunweb                   | + 1 h 28 min 29 s             |                               |
| 10.º                          | Harold Tejada                 | Astana                        | + 1 h 29 min 23 s             |                               |

### Clasificación por equipos(Classement par Équipe)
| Clasificación por equipos | Clasificación por equipos | Clasificación por equipos | Clasificación por equipos |
| Equipo                    | Equipo                    | Tiempo                    |                           |
| ------------------------- | ------------------------- | ------------------------- | ------------------------- |
| 1.º                       | EF Pro Cycling            | 183 h 12 min 36 s         |                           |
| 2.º                       | Movistar Team             | + 3 min 00 s              |                           |
| 3.º                       | Jumbo-Visma               | + 23 min 02 s             |                           |
| 4.º                       | Trek-Segafredo            | + 29 min 27 s             |                           |
| 5.º                       | Ineos Grenadiers          | + 35 min 51 s             |                           |
| 6.º                       | AG2R La Mondiale          | + 38 min 24 s             |                           |
| 7.º                       | Astana                    | + 38 min 36 s             |                           |
| 8.º                       | Bahrain McLaren           | + 44 min 11 s             |                           |
| 9.º                       | Mitchelton-Scott          | + 1 h 19 min 06 s         |                           |
| 10.º                      | Bora-Hansgrohe            | + 1 h 32 min 59 s         |                           |

## Abandonos
- Romain Bardet no tomó la salida tras sufrir una conmoción cerebral a raíz de una caída en la etapa anterior.[2]
- Pierre Latour no completó la etapa con dolor en la cadera como consecuencia de una caída que sufrió en la 1.ª etapa.[3]